# Cimetière militaire allemand de Dourges
Le  cimetière militaire allemand de Dourges  (Deutscher Soldatenfriedhof Dourges) est un  cimetière militaire de la Première Guerre mondiale situé sur le territoire de la commune de Dourges, Pas-de-Calais .

## Localisation
Ce vaste cimetière est situé au nord-est de la commune à côté du cimetière communal, rue de La Fraternité.

## Historique
Occupée dès la fin août 1914 par les troupes allemandes, la ville de Dourges est restée dans la zone des combats jusqu'en septembre 1918 lorsqu'elle a été reprise par les troupes britanniques. Ce cimetière a été commencé par les Allemands en 1914 et utilisé durant toute la durée de la guerre notamment en novembre-décembre 1917 avec les victimes allemandes tombés pour défendre la ligne  Siegfried et  lors de la bataille d’Arras , puis des victimes des batailles du  printemps 1918 ainsi que ceux de retraite d'août à octobre 1918. Les dernières inhumations ont eu lieu en septembre 1918, lorsque les troupes allemandes ont dû évacuer les lieux. Après l'armistice, les autorités militaires françaises ont considérablement développé le cimetière en ajoutant des corps de soldats allemands inhumés provisoirement dans 27 communes situées dans les alentours. 

Pendant l'entre-deux guerres, ce cimetière a été délaissé et ce n'est qu'en 1966, après la conclusion de l'accord franco-allemand sur les sépultures de guerre, que le Volksbund Deutsche Kriegsgräberfürsorge a procédé à la conception définitive du cimetière avec la construction d’une nouvelle entrée et un cube monolithique en pierre naturelle avec cassette pour la liste des noms et le livre des visiteurs, en 1971, remplacement des anciennes tombes en bois provisoires par des croix en métal ainsi que les noms et dates de ceux qui reposent ici
.

## Caractéristique
Ce vaste cimetière en forme de L, d'une surface de plus de 800 m2, est agrémenté de nombreux arbres. Il comporte les tombes de 2 988 soldats allemands dont seulement 43 sont non identifiés.

## Galerie

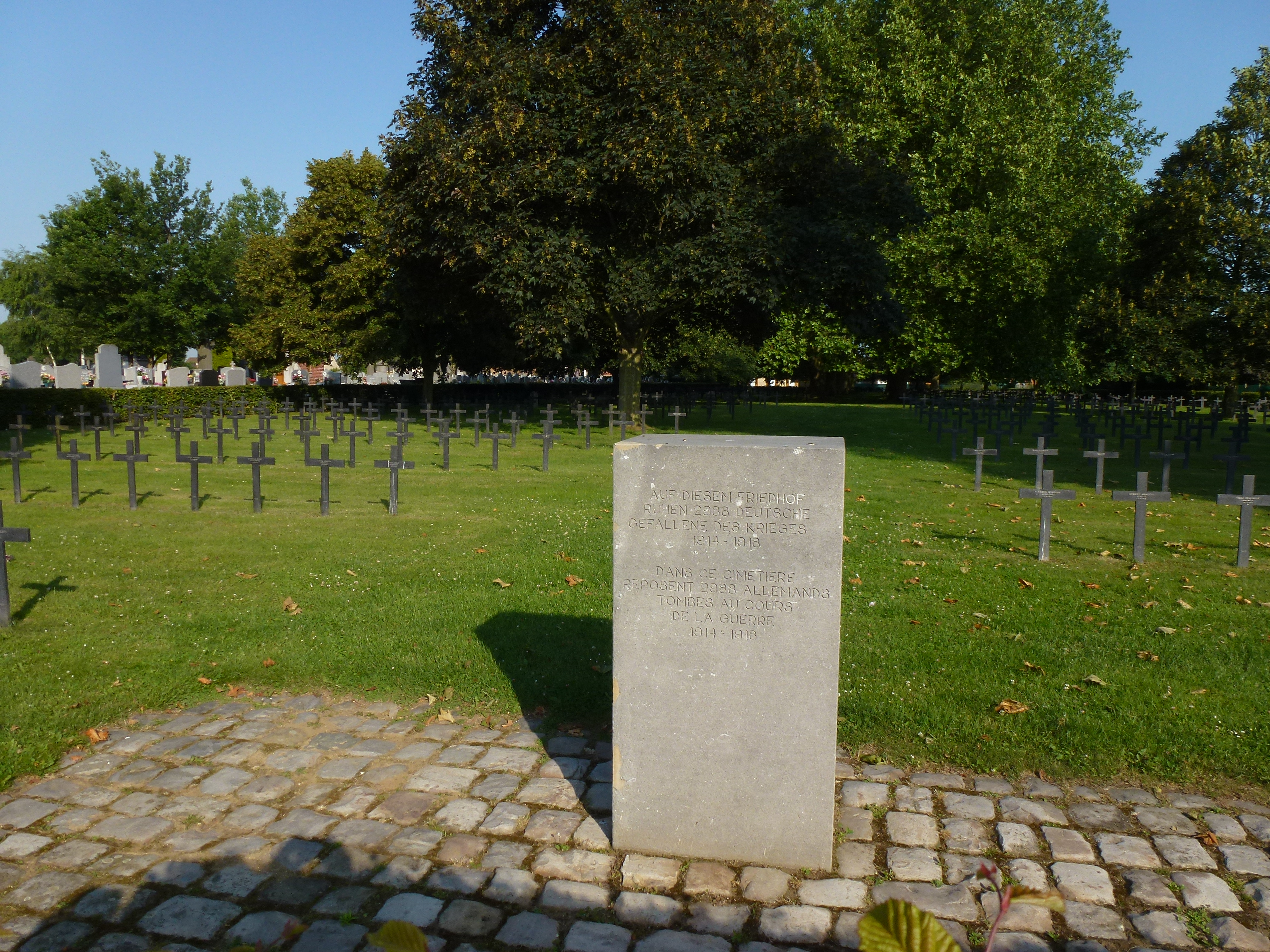
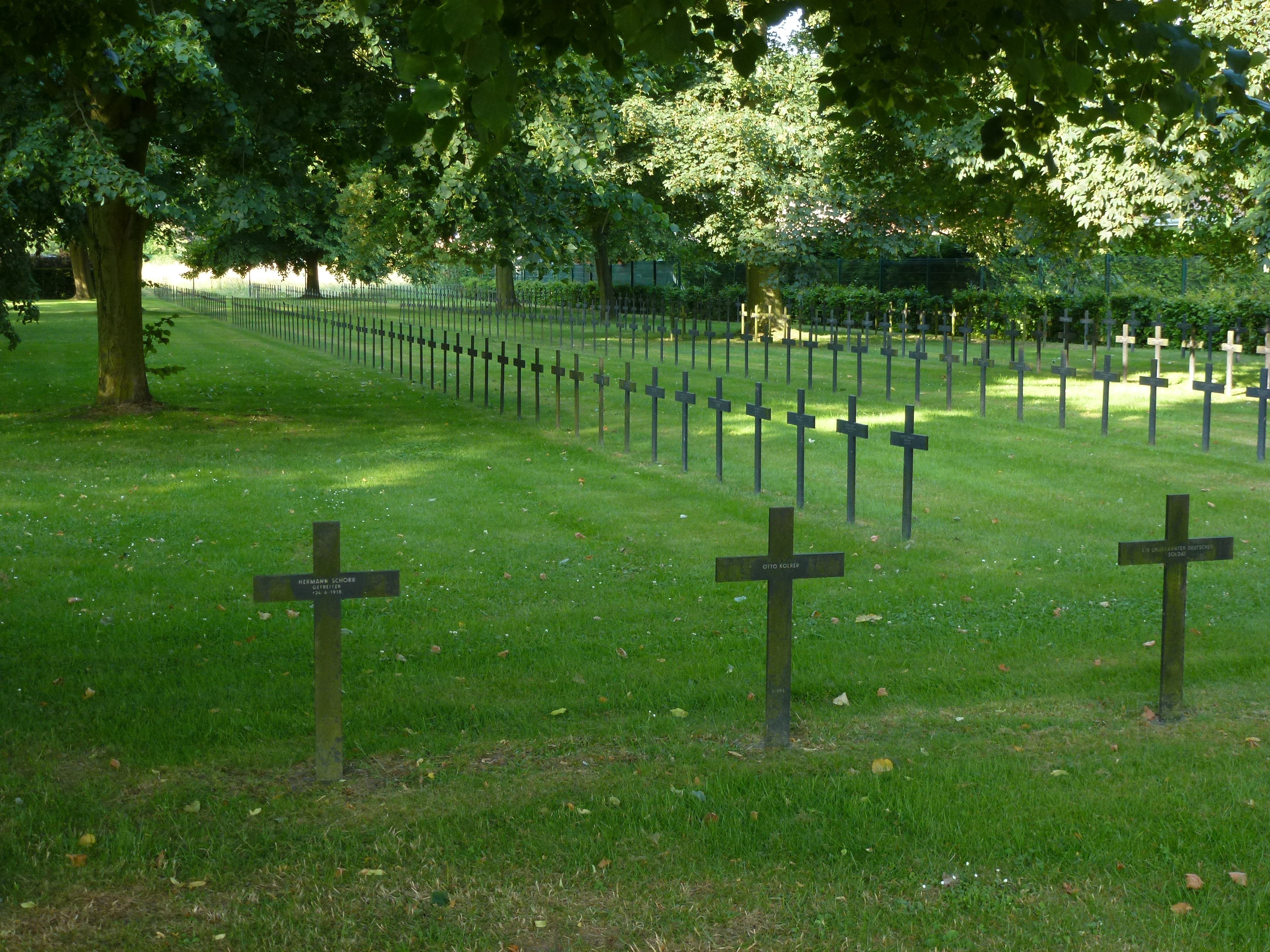
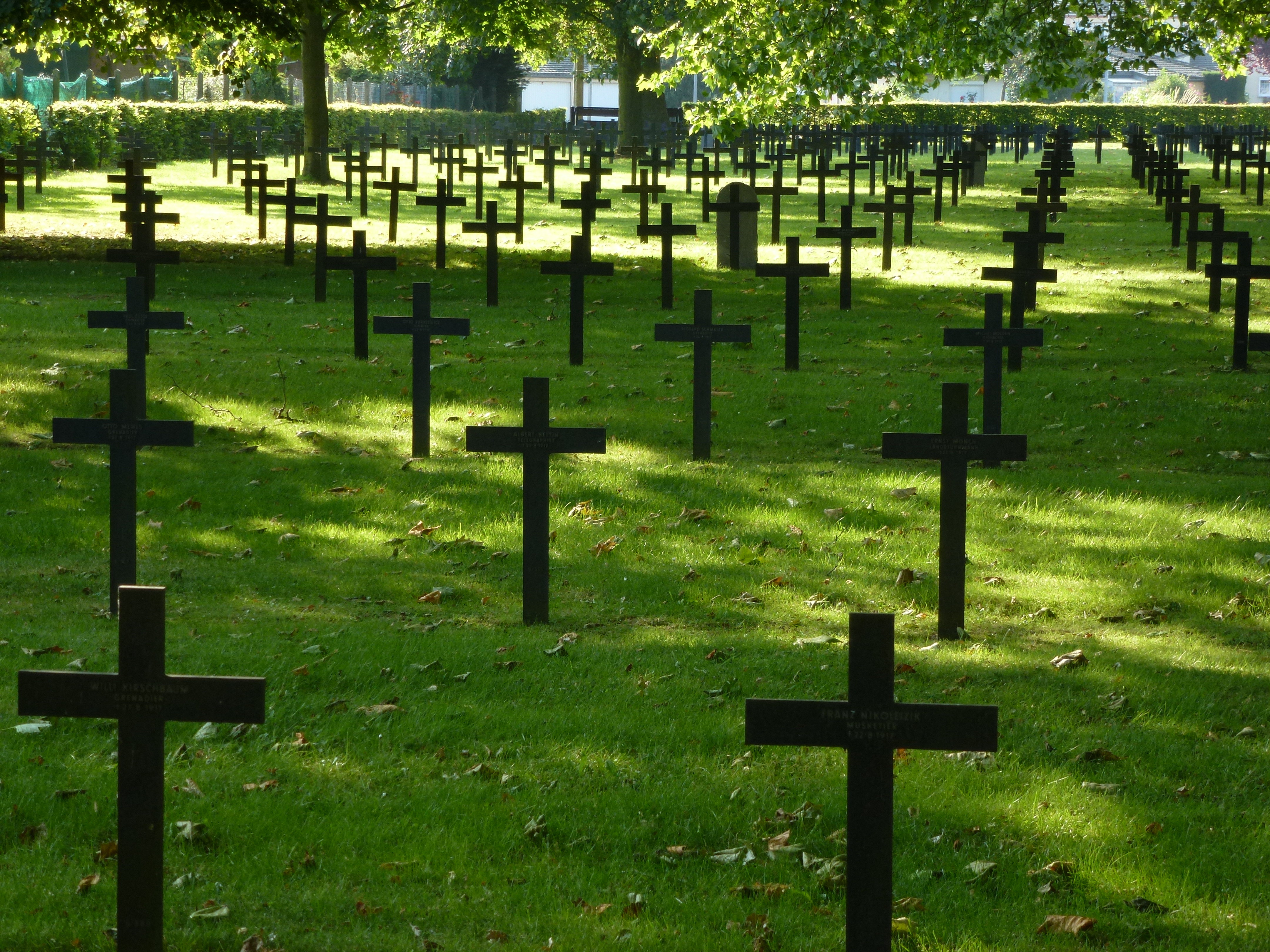
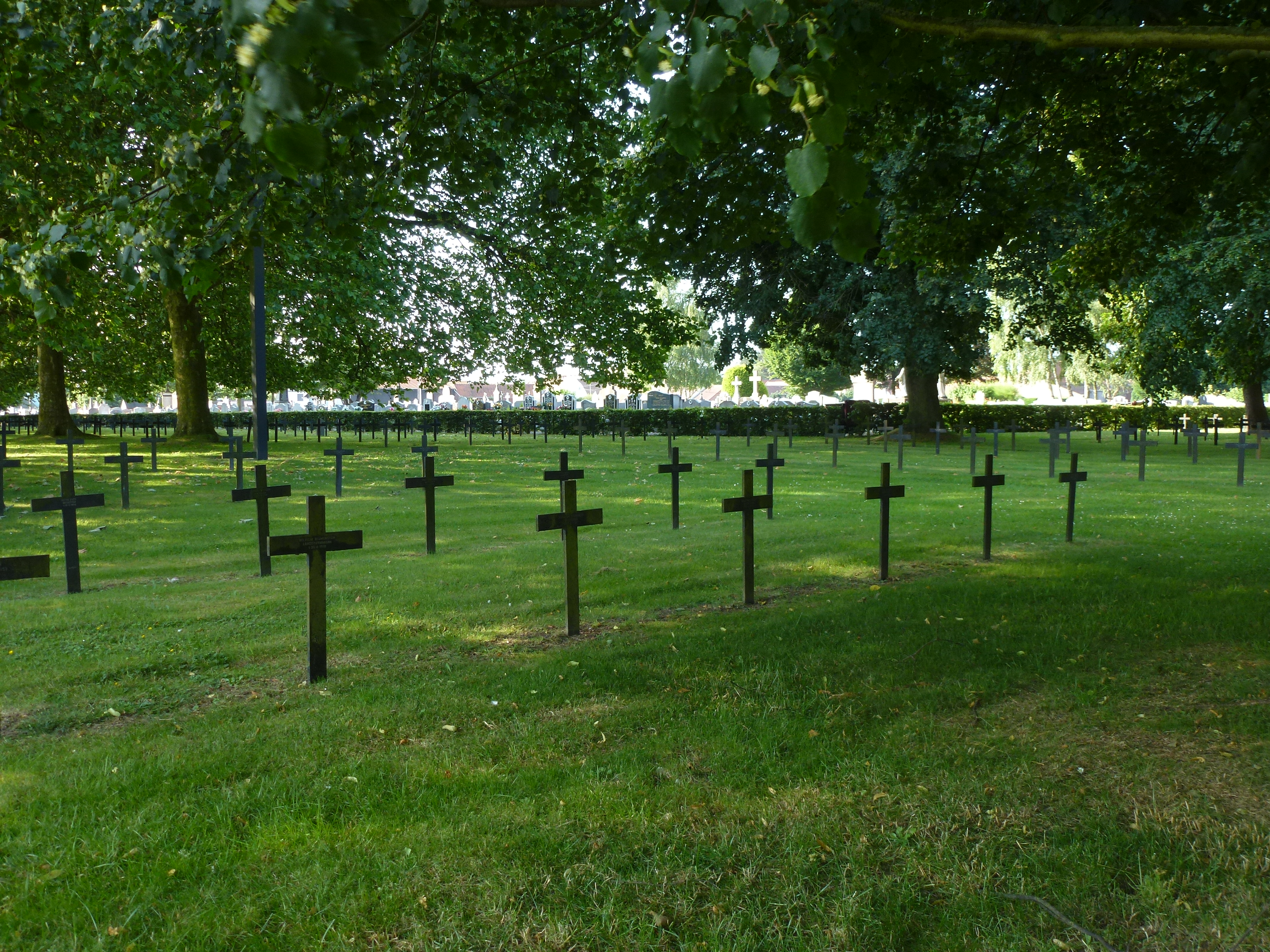

## Sépultures
| Pays      | Sépultures |
| --------- | ---------- |
| Allemagne | 2 988      |

## Pour approfondir